# Vacciago
Vacciago è una frazione del comune di Ameno nella provincia di Novara in Piemonte.

## Geografia
Vacciago si trova sulle rive del lago d'Orta ad un'altezza di 486 metri sul livello del mare. La frazione è situata nella parte orientale del Lago d'Orta.

## Arte

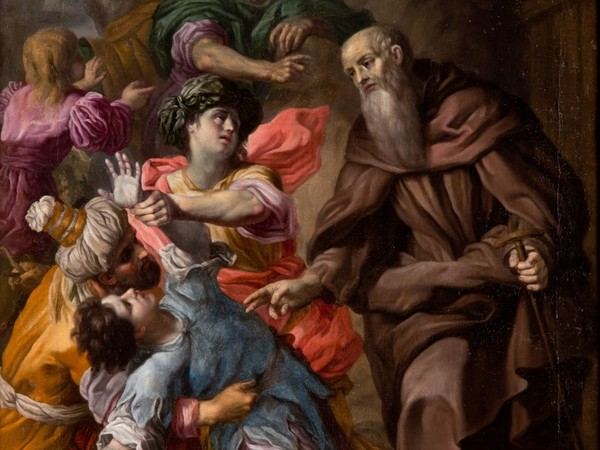
Sant'Antonio Abate resuscita un giovane assassinato, Giuseppe Zanatta, olio su tela. Chiesa di Sant'Antonio Abate

Nella chiesa di Sant'Antonio Abate si trova il dipinto di Giuseppe Zanatta, Sant'Antonio Abate resuscita un giovane assassinato.
Vi si trova, inoltre, una collezione di arte contemporanea donata dall'artista Antonio Calderara che qui visse ed operò dal 1920 al 1978, anno della sua morte avvenuta a Vacciago. Si tratta di 327 opere di artisti di rinomanza mondiale.